# Conduct Zero
Conduct Zero (품행제로?, Pumhaeng jeroLR), noto anche con il titolo internazionale No Manners, è un film del 2002 diretto da Jon Keun-shik.

## Trama
Joong-pil è un ragazzo temuto nella propria scuola a causa della sua forza, e ritenuto un irrecuperabile caso di "zero in condotta"; le cose iniziano tuttavia a cambiare quando si innamora della dolce Min-hee.

## Distribuzione
In Corea del Sud la pellicola è stata distribuita a partire dal 27 dicembre 2002 dalla Big Blue Film, mentre in Italia dal 23 aprile 2007 da Ripley's Home Video direttamente in DVD ed esclusivamente in versione sottotitolata, senza doppiaggio in lingua italiana.